# 巴尔干山脉

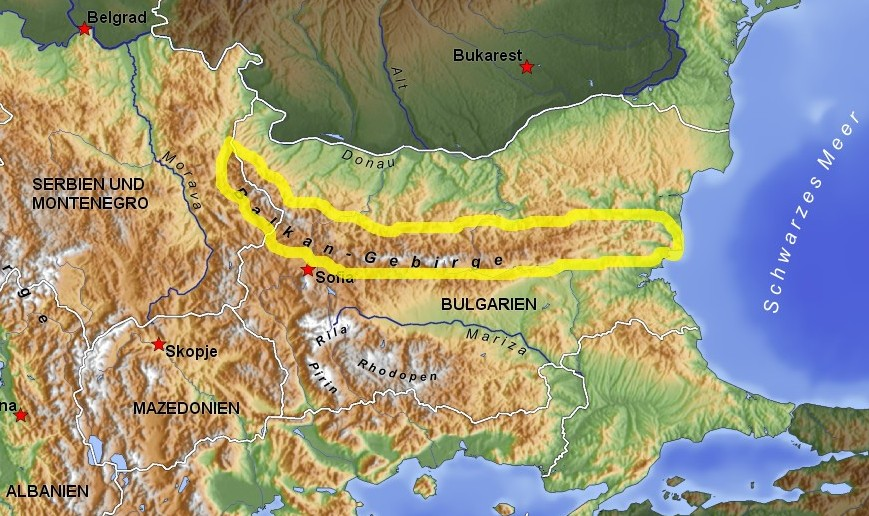
巴尔干山脉

巴尔幹山脉，又称老山山脉，是巴尔干半岛上的一个山脉。横贯保加利亚全国。巴尔干山脉的大部分山体位于保加利亚境内，但也有一部分属塞尔维亚。最高峰是博泰夫峰。海拔2376米。山脉平均高度约700米，全长约530公里。巴尔干山脉对保加利亚的历史及发展均产生了重大的作用。巴尔干半岛即得名于巴尔干山脉。巴爾幹山脈也是多瑙河水系及愛琴海水系的分水嶺。

## 外部連結
- Regional tourist association
- Euroregion Stara Planina
- Hiking in Balkan Mountains 的存檔，存档日期2013-10-04.
- Controversy regarding ski resort development in ostensibly protected areas. (World Birdwatch, March 2009)
- Tourist portal Stara Planina